# Danuta Wojciechowska
Danuta Wojciechowska (Québec, 1960) é uma ilustradora para a infância e designer gráfica, com uma larga carreira em Portugal.

## Biografia
Filha de pai polaco e mãe suíça. É formada em Design de Comunicação pela Escola Superior de Design de Zurique e tem uma pós-graduação em Educação pela Arte pelo Emerson College, em Inglaterra. 
Vive e trabalha em Lisboa desde 1984.

## Prémios
Ganhou o Prémio Nacional de Ilustração em 2003, com o livro O Sonho de Mariana. 
Em 2014, ao lado da estilista Alexandra Moura, a actriz Glória de Matos, a artista plástica Graça Morais e a realizadora Teresa Villaverde, recebeu a distinção Mulheres Criadoras de Cultura"  do governo português. 

## Obras Seleccionadas
Danuta Wojciechowska ilustrou os seguintes livros: 
- Fala Bicho, de Violeta Figueiredo, Editorial Caminho, 1999
- O limpa-palavras e outros poemas, Porto, de Álvaro de Magalhães, Edições Asa, 2000

- Hipopótimos - Uma História de Amor, de Álvaro de Magalhães, Edições Asa, 2001

- O gato e o escuro, de Mia Couto, Editorial Caminho, 2001